# Jakovljev Ja-55
Jakovljev Ja-55 je enosedežno akrobatsko letalo ruskega biroja Jakovljev. Piloti so na tem letalu osvojili več naslovov svetovnega akrobatskega prvaka. Poganja ga 9-valjni 360-konjski zvezdasti motor Vedenejev M14P. Jak-55 je povsem kovinske konstrukcije in ima srednje nameščeno kantilever krilo.

## Specifikacije (Jak-55M)
Podatki iz Brassey's World Aircraft & Systems Directory 1999/2000; Taylor 1999, pp. 486–487
Splošne značilnosti
- Posadka: 1
- Dolžina: 7,29 m (23 ft 11 in)
- Razpon kril: 8,10 m (26 ft 7 in)
- Višina: 2,80 m (9 ft 2 in)
- Površina kril: 12,8 m2 (138 sq ft)
- Vitkost: 5,13
- Bruto teža: 855 kg (1.885 lb) za akrobatsko letetnje
- Maks. vzletna teža: 975 kg (2.150 lb) za normalno letenje
- Pogon letala: 1 × Vedenejev M14P 9-valjni bencinski radialni motor, 2.685 kW (3.601 hp)

Zmogljivost
- Maks. hitrost: 305 km/h (190 mph; 165 kn)
- Hitrost pri porušitvi vzgona: 100 km/h (62 mph; 54 kn)
- Neprekoračljiva hitrost: 450 km/h (280 mph; 243 kn)
- Največji doseg: 705 km (438 mi; 381 nmi)
- g-omejitev: +9, -6
- Hitrost nagibanja: 345 stopinj/sekundo
- Hitrost vzpenjanja: 15,5 m/s (3.050 ft/min)